# Wyclef Jean
Nelust Wyclef Jeanelle Jean (Croix-des-Bouquets, Haití; 17 de octubre de 1969) es un rapero, músico y actor haitiano, conocido por ser miembro del exitoso trío de hip hop The Fugees. Su canción Hips Don't Lie (2006) junto a la cantante colombiana Shakira logró llegar a la cima del Billboard Hot 100, convirtiéndolo en el primer artista de origen haitiano en dominar dicho listado.
Primero alcanzó fama como miembro fundador, coproductor y guitarrista del trío de hip hop haitiano-estadounidense The Fugees, junto a Lauryn Hill y Pras Michel.  El grupo lanzó los álbumes Blunted on Reality (1994) y The Score (1996), convirtiéndose este último en uno de los álbumes más vendidos de todos los tiempos.

## Carrera musical
A los nueve años fue cuando él comenzó a tocar la guitarra y a estudiar en un instituto exclusivo para gente de etnia negra. En 1987, Jean, su amigo Prakazrel Michel (Pras) y su compañera de clase Lauryn Hill, formaron un grupo llamado Tranzlator Crew, antes de hacerlo como The Fugees. En ese entonces Wyclef trabajaba como taxista.
The Fugees firmó por Ruffhouse Records y grabaron su álbum debut, Blunted on Reality, que no tuvo demasiado éxito. En cambio, su siguiente disco, The Score, vendería 17 millones de copias en todo el mundo y lanzaría al estrellato a este trío de talentosos artistas. Tras el rotundo éxito, Jean daría comienzo a su carrera en solitario en 1997 con Wyclef Jean Presents the Carnival Featuring the Refugee All-Stars (también llamado simplemente The Carnival). Las colaboraciones del álbum incluían a Pras y Lauryn Hill, además de los hermanos de Wyclef, I Threes, Neville Brothers y Celia Cruz. Los sencillos de mayor reconocimiento fueron "We Trying to Stay Alive" (adaptado de la canción de The Bee Gees "Stayin' Alive") y "Gone Til November" (grabado con New York Philharmonic Orchestra).
Jean ha trabajado con artistas como Shakira, Santana, Eric Clapton, Stevie Wonder, Celia Cruz, Tevin Campbell, Stephen Marley, Cypress Hill, Bounty Killer, Whitney Houston, Destiny's Child, Sublime, Simply Red, Mya, Sinéad O'Connor, Flo Rida, Kimberly Scott, Queen, Pitbull, Nicki Minaj, Mick Jagger, Farina, Canibus, The Black Eyed Peas, Eric Benét, Serj Tankian, Tarkan, Calle Angosta y el grupo Aventura.
El tercer álbum de Wyclef fue Masquerade, de 2002, obteniendo un éxito considerable. Su cuarto álbum fue The Preacher's Son, el que Jean considera una cotinuación de su primer álbum, The Carnival.
En 2003, Wyclef produjo el primer sencillo del rapero de ascendencia china Jin, titulado Learn Chinese, y en 2004 grabó el tema "Dance Like This" junto a Claudette Ortiz para la banda sonora de la película Dirty Dancing: Havana Nights.
En 2004, publicó su quinto álbum, titulado Sak Pasé Presents: Creole 101 (Welcome to Haiti) (editado en Estados Unidos por Koch Records). Un trabajo donde retorna a sus orígenes caribeños, tanto, que muchos de sus temas están cantados en criollo-haitiano como la canción "Fanm Kreyol" con Admiral T. "Fortunate Son" fue incluida en la banda sonora de The Manchurian Candidate. Jean también ha producido y compuesto para la OST de "The Agronomist", documental de Jonathan Demme, que relata las historias del legendario periodista Jean Dominique, un activo hombre de su Haití natal. Siguiendo la tónica, también se aventuró a componer los temas para otro documental, "Ghosts Of Cite Soleil", en el que aparece Wyclef y un joven líder de una banda haitiana, y donde el rapero le suplica que deje ese estilo de vida y procure seguir sus pasos en la música.
En 2005, su tema "Million Voices" de la banda sonora de la película Hotel Rwanda fue nominada para los Globos de Oro.
Jean ha estado muy activo a la hora de apoyar a su país natal y ha creado su propia fundación, Yéle Haiti, para proporcionar ayuda humanitaria y asistencia a Haití, que actualmente es el país más pobre del Hemisferio Occidental. Yelé es una organización apolítica con la intención de reconstruir el país.
En el 2006, participó con Shakira en el sencillo "Hips Don't Lie" en idiomas inglés y español. En 2007 colabora con el italiano Eros Ramazzotti en la reedición de la canción "La Aurora" perteneciente al álbum "E2".
En su última producción colabora con Melissa Jiménez en una canción de homenaje a la Reina del Tex Mex Selena.
En 2009 grabó Spanish Fly junto a Ludacris y Aventura para el disco de Aventura titulado The Last.
En 2010 se realizó la nueva versión de "We Are the World" de Michael Jackson con el fin de ayudar a Haití tras el terremoto del 12 de enero de 2010, en esta nueva versión aparece cantando como solista. Para muchos esta nueva versión de "We Are the World" no solo es una forma de ayudar sino que es un homenaje a Michael Jackson.
En enero de 2017, Wyclef anunció que su Álbum J'ouvert se lanzará el 3 de febrero de 2017.El 2 de febrero de 2017, Wyclef lanzó su nuevo sencillo "Ne Me Quitte Pas" en versión Francés, que apareció en su Álbum J'ouvert Deluxe. El Álbum fue lanzado y grabado en 117 en Billboard 200, y 50 en Canadian Hot Albums.Otros cuatro sencillos fueron lanzados del álbum "Life Matters", "The Ring", "Holding on the Edge" y "Little Things". 
En 2017 asume como productor y mentor de la cantante colombiana Farina, con la que además hace canciones como Casanova, Hendrix Remix y Party Started. 

## Carrera política
El 5 de agosto de 2010, Wyclef Jean, en compañía de sus consejeros jurídicos, de su esposa y su hija, presentó oficialmente su candidatura a las elecciones presidenciales de Haití, en la oficina del consejo electoral, numerosos fanáticos se reunieron en una avenida de Puerto Príncipe en el distrito de Delmas para acompañar a su ídolo.
El 21 de agosto de 2010, su candidatura a la presidencia fue rechazada.

## Discografía
- 1997 Wyclef Jean Presents The Carnival Featuring the Refugee All-Stars
- 2000 The Ecleftic: 2 Sides II a Book
- 2002 Masquerade
- 2003 The Preacher's Son
- 2004 Sak Pasé Presents: Creole 101 (Welcome to Haiti)
- 2007 The Carnival Two: Memoirs of an Immigrant
- 2010 We are the World: Artists for Haiti
- 2017 J'ouvert
- 2017 Carnival Vol.III: Rise And Foll Of a Refugee

## Filmografía
- 2002 Shottas

- 2016 “ Law and Order S.V.U. “